# بيتر لاسين
بيتر لاسين (بالدنماركية: Peter Lassen)‏ (4 أكتوبر 1966 بكوبنهاغن في الدنمارك - ) هو لاعب كرة قدم دانمركي في مركز الهجوم. لعب مع فيدوفري ونادي سيلكيبورج وKøge Boldklub ‏ وS.C. Eendracht Aalst ‏ وAkademisk Boldklub ‏ وبولدكلوبن فرم.

## وصلات خارجية
- بيتر لاسين على موقع قاعدة بيانات كرة القدم.إي يو (الإنجليزية)